# كماسي
كماسي (بالفارسية: کماسی) هي قرية تقع في غلستان في إيران. يقدر عدد سكانها بـ 1,825 نسمة .